# 新荒町
新荒町（しんあらまち）は、青森県八戸市の地名。

## 地理
八戸市の中央部に位置し、北に糠塚字下屋敷、稲荷町、東に荒町、南に上徒士町・上組町、西に根城一丁目が面している。地区の面積は16556平方メートル。八戸市中心市街地の区域、長者地域に属する。

## 地名の由来
南部八戸の城下町によると、町名の由来は「荒町の新町であったことによる」とされ町人町だった。さらに昔の文久時代(1861年-1864年)の城下絵図では、同地を惣門丁といい八戸城下の西端（新荒町交差点）には八戸城下の外郭にある正門の惣門（総門）があり、門を守衛する足軽町だった。1707年（宝永4年）12月の記録では沢里惣門と記された。

## 歴史

### 沿革
- 1872年（明治5年）町村役人廃止により大区小区制による地方行政制度に改められる[9]。新荒町は九大区二小区の42村の一つに含まれた[10]。
- 1889年（明治22年）4月1日 - 町村制施行。三戸郡八戸町に属する[11]。
- 1929年（昭和4年）- 市制施行に伴い、八戸市に属する[12]。

## 世帯数と人口
| 字         | 世帯数 | 人口 |
| 大字新荒町 | 22世帯 | 36人 |
| 合計       | 22世帯 | 36人 |